# Mugeo-dong
Mugeo-dong (koreanska: 무거동, 無去洞) är en stadsdel i staden Ulsan, i den sydöstra delen av Sydkorea, 300 km sydost om huvudstaden Seoul. Den ligger i stadsdistriktet Nam-gu.
I stadsdelen finns Ulsans universitet (University of Ulsan) samt en del av fotbollsarenan Ulsan Munsu Football Stadium.